# Real Cartagena
Maillots
Dernière mise à jour : 20 août 2025.
La Real Cartagena est un club de football colombien basé à Carthagène.

## Palmarès
| Compétitions nationales                                                               | Compétitions internationales |
| - Championnat de Colombie de deuxième division (3) : - Champion : 1999, 2004 et 2008. | Aucun                        |